# Ivar Svensson (fotbollsspelare)

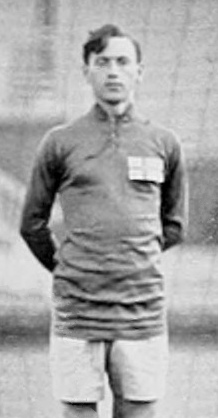
Svensson vid OS 1912 i Stockholm

Ivar Samuel "Iffa-Sven" Svensson (ibland stavat Iwar Swensson), född 7 november 1893 i Norrköping, död 18 juni 1934 på Värmdö, var en svensk fotbollsspelare (anfallare).
Svensson var uttagen till den svenska fotbollstruppen i OS i Stockholm 1912. Han spelade i båda Sveriges matcher i turneringen och gjorde dessutom 2 mål.
Svensson, som under sin klubbkarriär tillhörde IFK Norrköping och AIK, gjorde under åren 1912-16 sammanlagt 21 framträdanden i den svenska landslagströjan där han också gjorde 16 mål.

## Meriter

### I klubblag
AIK
- Svensk mästare (2): 1914, 1916

### I landslag
Sverige
- Uttagen till OS (1): 1912
- 21 landskamper, 16 mål

### Individuellt
- Mottagare av Stora grabbars och tjejers märke, år 1926

### Webbkällor
- Svenssons statistik på aikfotboll
- Svensson på SOK.se
- Svensson på sports-reference.com
- Lista på landskamper, svenskfotboll.se, läst 2013 01 29
- "Olympic Football Tournament Stockholm 1912", fifa.com, läst 2013 01 29